# وزارت امور خارجه ارمنستان
وزارت امور خارجه جمهوری ارمنستان (انگلیسی: Ministry of Foreign Affairs) یک وزارتخانه دارای قدرت اجرایی است که سیاست خارجی دولت جمهوری ارمنستان را تدوین و اجرا می‌کند، و خدمات دیپلماتیک را سازماندهی و مدیریت می‌کند.

## فهرست وزیران

### اولین جمهوری ارمنستان
- آلکساندر خاتیسیان (۱۹۱۸)
- هوهانس کاچازنونی (۱۹۱۸)
- سیراکان تیگرانیان (۱۹۱۸–۱۹۱۹)
- آلکساندر خاتیسیان (۱۹۱۹–۱۹۲۰)
- هامو اوهانجانیان (۱۹۲۰)
- سیمون وراتسیان (۱۹۲۰)

### جمهوری شوروی سوسیالیستی ارمنستان
- آلکساندر بکزادیان (۱۹۲۰–۱۹۲۱)
- آسکاناز مراویان (۱۹۲۱–۱۹۲۲)
- ساهاک کاراپتیان (۱۹۴۴–۱۹۴۶)
- گئورگ (کیمیک) هوهانیسیان (۱۹۴۷–۱۹۵۴)
- آنتون کوچینیان (۱۹۵۴–۱۹۵۸)
- بالابک مارتیروسیان (۱۹۵۸–۱۹۷۲)
- کامو اودومیان (۱۹۷۲–۱۹۷۵)
- هوهانس گیراگوسیان (۱۹۷۵–۱۹۸۵)
- آناتولی مکرتچیان (۱۹۸۶–۱۹۹۱)

### جمهوری ارمنستان
- رافی هووانیسیان (۱۹۹۱–۱۹۹۲)

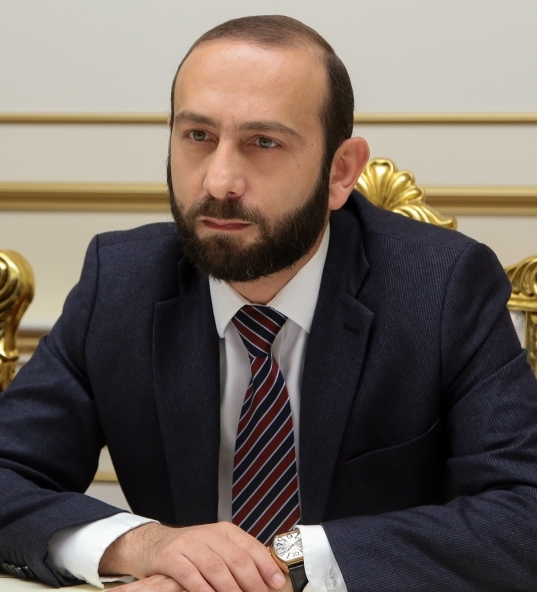

- آرمن کیراکوسیان (کفیل وزیر - ۱۹۹۲-۱۹۹۳)
- واهان پاپازیان (۱۹۹۳–۱۹۹۶)
- آلکساندر آرزومانیان (۱۹۹۶–۱۹۹۸)
- وارطان اوسکانیان (۱۹۹۸–۲۰۰۸)
- ادوارد نالباندیان (۲۰۰۸–۲۰۱۸)
- زهراب مناتسکانیان (۲۰۱۸-۲۰۲۰)
- آرا آیوازیان (۲۰۲۰-۲۰۲۱)
- آرمن گریگوریان (۲۰۲۱)
- آرارات میرزویان (۲۰۲۱-